# Onthophagus profanus
Onthophagus profanus là một loài bọ cánh cứng trong họ Bọ hung (Scarabaeidae).